# Christian Gottlieb von Zschock
Christian Gottlieb von Zschock (* 29. Juli 1694 in Soldin; † 15. Dezember 1766) war ein kaiserlicher Generalfeldwachtmeister. 

## Leben

### Herkunft
Christian Gottlieb war der älteste Sohn des Bürgermeisters von Soldin Johann George Zschock († 1715) und der Martha Euphrosyne Ursinus.

### Werdegang
Er absolvierte seine Schulbildung in seiner Heimatstadt und im nahen Königsberg und besuchte seit 1715 die Universität Wittenberg und seit 1717 die in Halle, wo er an Vorlesungen der Theologie und der Rechtswissenschaften teilnahm. Nach dem Studium wurde er persönlicher Sekretär des polnisch-sächsischen Generalfeldmarschalls und Kabinettsministers Jacob Heinrich von Flemming (1667–1728). Nach dem Tod seines Dienstherrn trat er in die kaiserliche Armee ein. Als Leutnant im Infanterieregiment Nr. 8 rückte er auf den italienischen Kriegsschauplatz aus. Nach dem Friedensschluss begab er sich 1731 zunächst nach Wien, folgte aber 1732 seinem Regiment nach Siebenbürgen. Bereits 1733 in Folge des eben ausgebrochenen Krieges mit Frankreich rückte er, inzwischen zum Hauptmann und Kompanieführer avanciert, erneut nach Italien aus und nahm an der Schlacht bei Parma teil. Hier erlitt er eine lebensbedrohliche Schussverletzung und diente nach halber Genesung im weiteren Kriegsverlauf als Adjutant zu Pferde. 1736 erhielt er seine Beförderung zum Oberstleutnant und nahm im Folgejahr am Türkenkrieg teil. Von Kaiser Karl VI. wurde er 1738 in Wien mit dem Prädikat Edler von in den Ritterstand des Heiligen Römischen Reiches erhoben. Ebenfalls 1738 übernahm er in Pisa die Kommandantenstelle in seinem Regiment. Es folgte 1741 seine Teilnahme am österreichischen Erbfolgekrieg, wo er sich 1743 bei der Belagerung von Straubingen erneut Verletzungen zuzog. 1744 wurde er zum Oberst befördert und rückte, nachdem er in Bayern Winterquartier bezogen hatte, an den Rhein und ins Elsaß aus, musste jedoch im Herbst nach Böhmen abrücken um sich den Preußen entgegenzustellen. Er geriet 1744 in Burghausen in Kriegsgefangenschaft. Nach der Auslösung nahm er 1745 an den Krönungsfeierlichkeiten Franz I. in Frankfurt teil und wurde im November gleichen Jahres zum Generalfeldwachtmeister befördert. Er begab sich erneut auf den italienischen Kriegsschauplatz und nahm an der Schlacht bei Piacenza teil. Nach dem Friedensschluss übernahm er auf kaiserliche Anweisung die Direktion der Werbungen im Reich. Seinen Lebensabend verbrachte er im Kreis der Familie.

### Familie
Zschock vermählte sich 1750 mit Justina Rosina von Langenmantel, der Witwe des Freiherrn Gottfried Schnurbein von und zu Meitingen (1700–1749), die ihm einen Stiefsohn, Marcus Freiherr von Schnurbein zutrug und zwei weitere Kinder gebar.
- Christoph Gottlieb von Zschock (* 1752), Hauptmann im Dragonerregiment „Prinz von Württemberg“
- Sililla Rosina von Zschock (* 1754), ⚭ Hofrat Preu zu Oettingen

Der preußische Generalmajor Christian Gottlieb Georg von Zschock (1737–1809) war sein Neffe, der kaiserliche Generalmajor Otto von Zschock (1792–1866) sein Enkel.